# Marikina
Marikina (filipino: Lungsod ng Marikina), conhecida como a Capital do Sapato das Filipinas, é uma cidade das Filipinas, era anteriormente o capital da província de Manila durante a declaração da independência das Filipinas. Localizado na ilha de Luzon, Marikina é uma das cidades e de uma municipalidade metropolitana que compõe a Área Metropolitana de Manila, a região do capital nacional das Filipinas. Igualmente pertence ao distrito oriental de Manila dos quatro distritos da metro Manila. De acordo com o censo de 1 maio  de  2020 possui uma população de 456 059 pessoas e 104 415 domicílios.
Fundada pela Companhia de Jesus no fértil Vale de Marikina em 1630, Marikina era a capital da província de Província de Manila sob a Primeira República Filipina de 1898 até 1899, durante a Revolução Filipina.

## Cidades gêmeas e irmãs

### Cidades gêmeas
- Brampton, Ontário no Canadá
- Cidade de Cingapura

### Cidades irmas
- Bacólod, Filipinas
- Cidade Quezon, Filipinas
- Antipolo, Filipinas
- Masbate, Filipinas
- Pasig, Filipinas
- Muntinlupa, Filipinas
- Cebu, Filipinas
- Puerto Princesa, Filipinas
- General Santos, Filipinas
- Davao, Filipinas
- Mandaue, Filipinas